# Bibliotheca de classicos portuguezes
Die Bibliotheca de classicos portuguezes (Bibliothek portugiesischer Klassiker) ist eine portugiesische Buchreihe, die seit 1890 in Lissabon bei Escriptorio (Rua dos Retrozeiros 147) erschien. Sie wurde von Mello d'Azevedo herausgegeben, literarischer Direktor war Sousa Viterbo. Die Bibliothek enthält, wie ihr Name sagt, klassische Werke aus der portugiesischen Geschichte. Viele der portugiesischen Königschroniken (Chronica de el-Rei …; siehe auch Cronista-mor), darunter mehrere von Rui de Pina, beispielsweise sind darin erschienen, auch verschiedene Werke der portugiesischen Entdeckungs- und Kolonialgeschichte. Die folgende Übersicht erhebt keinen Anspruch auf Aktualität oder Vollständigkeit:

## Bände (Auswahl)
- 1 Historia do Cerco de Diu [Geschichte der Belagerung von Diu]. Lopo de Sousa Coutinho. 1890 Digitalisat
- 2 História do cerco de Mazagão [Geschichte der Belagerung von Mazagão]. Agostinho de Gavy de Mendonça. 1890 Digitalisat
- 3 Ethiopia Oriental. Fr. João dos Santos. 1891 Digitalisat
- 4 O Infante D. Pedro, chronica inédita. Gaspar Dias de Landim. 1892 Digitalisat
- 5 Chronica de el-Rei D. Pedro I. Fernão Lopes. 1895 Digitalisat
- 6 Chronica de el-Rei D. Fernando. Fernão Lopes, 3 Bände
- 7 Chronica de el-Rei D. João I. Fernão Lopes, 7 Bände
- 8 Chronica de el-Rei D. João I. Gomes Eannes d’Azurara Digitalisat
- 9 Dois Capitães da India. Luciano Cordeiro. 1898 Digitalisat
- 10 Arte da Caça de Altaneria[3]. Diogo Fernandes Ferreira Digitalisat
- 11 Apologos dialogaes. Francisco Manuel de Mello. 1900 3 Bände Digitalisat I
- 12 Chronica de el-Rei D. Duarte. Ruy de Pina. 1901 Digitalisat
- 13 Chronica de el-Rei D. Affonso V. Ruy de Pina, 3 Bände
- 14 Chronica de el-Rei D. João II. Garcia de Resende, 3 Bände
- 15 Vida de D. Paulo de Lima Pereira. Diogo do Couto
- 16 Chronica de el-Rei D. Sebastião. Fr. Bernardo da Cruz, 2 Bände
- 17 Jornada de Africa. Jeronymo de Mendoça, 2 Bände
- 18 História Trágico-Marítima. Bernardo Gomes de Brito
- 19 Jornada de Antonio d'Albuquerque Coelho. João Tavares de Vellez Guerreiro
- 20 Chronica de el-Rei D. Affonso Henriques. Duarte Galvão
- 21 Chronica de el-Rei D. Sancho I. Ruy de Pina
- 22 Chronica de el-Rei D. Affonso II e de El-Rei D. Sancho II. Ruy de Pina
- 23 Chronica de el-Rei D. Affonso III. Ruy de Pina

[…]